# 19.ª etapa da Volta a Espanha de 2017
A 19.ª etapa da Volta a Espanha de 2017 teve lugar a 8 de setembro de 2017 entre Caso e Gijón sobre sobre um percurso escarpado de 149,7 km.

## Classificação da etapa
| \| Classificação por etapas \| Classificação por etapas \| Classificação por etapas \| Classificação por etapas \| Classificação por etapas \| \| Ciclista \| Ciclista \| Equipe \| Tempo \| \| \| ------------------------ \| ------------------------ \| -------------------------- \| ------------------------ \| ------------------------ \| \| 1. \| Thomas De Gendt \| Lotto-Soudal \| 3h35m46s \| \| \| 2. \| Jarlinson Pantano \| Trek-Segafredo \| + 0s \| \| \| 3. \| Iván García Cortina \| Bahrain-Merida \| + 0s \| \| \| 4. \| Rui Costa \| UAE Team Emirates \| + 0s \| \| \| 5. \| Floris De Tier \| LottoNL-Jumbo \| + 0s \| \| \| 6. \| Bob Jungels \| Quick-Step Floors \| + 0s \| \| \| 7. \| Romain Bardet \| AG2R La Mondiale \| + 0s \| \| \| 8. \| Nicolas Roche \| BMC Racing Team \| + 0s \| \| \| 9. \| Daniel Navarro \| Cofidis, Solutions Crédits \| + 0s \| \| \| 10. \| Koen Bouwman \| LottoNL-Jumbo \| + 45s \| \| |                     |                            |          |
| |                     |                            |          |
| Fonte: ProCyclingStats |                     |                            |          |
| Classificação por etapas |                     |                            |          |
| Ciclista | Ciclista            | Equipe                     | Tempo    |
| 1. | Thomas De Gendt     | Lotto-Soudal               | 3h35m46s |
| 2. | Jarlinson Pantano   | Trek-Segafredo             | + 0s     |
| 3. | Iván García Cortina | Bahrain-Merida             | + 0s     |
| 4. | Rui Costa           | UAE Team Emirates          | + 0s     |
| 5. | Floris De Tier      | LottoNL-Jumbo              | + 0s     |
| 6. | Bob Jungels         | Quick-Step Floors          | + 0s     |
| 7. | Romain Bardet       | AG2R La Mondiale           | + 0s     |
| 8. | Nicolas Roche       | BMC Racing Team            | + 0s     |
| 9. | Daniel Navarro      | Cofidis, Solutions Crédits | + 0s     |
| 10. | Koen Bouwman        | LottoNL-Jumbo              | + 45s    |

## Classificações ao final da etapa

### Classificação geral
| \| Classificação geral \| Classificação geral \| Classificação geral \| Classificação geral \| Classificação geral \| \| Ciclista \| Ciclista \| Equipe \| Tempo \| \| \| ------------------- \| ------------------- \| ------------------- \| ------------------- \| ------------------- \| \| 1. \| Chris Froome \| Team Sky \| 75h51m51s \| \| \| 2. \| Vincenzo Nibali \| Bahrain-Merida \| + 1m37s \| \| \| 3. \| Wilco Kelderman \| Team Sunweb \| + 2m17s \| \| \| 4. \| Ilnur Zakarin \| Katusha-Alpecin \| + 2m29s \| \| \| 5. \| Alberto Contador \| Trek-Segafredo \| + 3m34s \| \| \| 6. \| Miguel Ángel López \| Astana \| + 5m16s \| \| \| 7. \| Michael Woods \| Cannondale-Drapac \| + 6m33s \| \| \| 8. \| Fabio Aru \| Astana \| + 6m33s \| \| \| 9. \| Wout Poels \| Team Sky \| + 6m47s \| \| \| 10. \| Steven Kruijswijk \| LottoNL-Jumbo \| + 10m26s \| \| |                    |                   |           |
| |                    |                   |           |
| Fonte: ProCyclingStats |                    |                   |           |
| Classificação geral |                    |                   |           |
| Ciclista | Ciclista           | Equipe            | Tempo     |
| 1. | Chris Froome       | Team Sky          | 75h51m51s |
| 2. | Vincenzo Nibali    | Bahrain-Merida    | + 1m37s   |
| 3. | Wilco Kelderman    | Team Sunweb       | + 2m17s   |
| 4. | Ilnur Zakarin      | Katusha-Alpecin   | + 2m29s   |
| 5. | Alberto Contador   | Trek-Segafredo    | + 3m34s   |
| 6. | Miguel Ángel López | Astana            | + 5m16s   |
| 7. | Michael Woods      | Cannondale-Drapac | + 6m33s   |
| 8. | Fabio Aru          | Astana            | + 6m33s   |
| 9. | Wout Poels         | Team Sky          | + 6m47s   |
| 10. | Steven Kruijswijk  | LottoNL-Jumbo     | + 10m26s  |

### Classificação por pontos
| Classificação por pontos | Classificação por pontos | Classificação por pontos | Classificação por pontos | Classificação por pontos |
| Ciclista                 | Ciclista                 | Equipe                   | Pontos                   |                          |
| ------------------------ | ------------------------ | ------------------------ | ------------------------ | ------------------------ |
| 1.                       | Chris Froome             | Team Sky                 | 137 pts                  |                          |
| 2.                       | Matteo Trentin           | Quick-Step Floors        | 127 pts                  |                          |
| 3.                       | Vincenzo Nibali          | Bahrain-Merida           | 118 pts                  |                          |
| 4.                       | Miguel Ángel López       | Astana                   | 90 pts                   |                          |
| 5.                       | Wilco Kelderman          | Team Sunweb              | 89 pts                   |                          |
| 6.                       | Alberto Contador         | Trek-Segafredo           | 80 pts                   |                          |
| 7.                       | Ilnur Zakarin            | Katusha-Alpecin          | 79 pts                   |                          |
| 8.                       | José Joaquín Rojas       | Movistar Team            | 70 pts                   |                          |
| 9.                       | Esteban Chaves           | Orica-Scott              | 61 pts                   |                          |
| 10.                      | Paweł Poljański          | Bora-Hansgrohe           | 58 pts                   |                          |

### Classificação por equipas
| Classificação por equipes | Classificação por equipes | Classificação por equipes | Classificação por equipes |
| Equipe                    | Equipe                    | Tempo                     |                           |
| ------------------------- | ------------------------- | ------------------------- | ------------------------- |
| 1.                        | Astana                    | 226h57m00s                |                           |
| 2.                        | Movistar Team             | + 19m09s                  |                           |
| 3.                        | Sky                       | + 30m22s                  |                           |
| 4.                        | UAE Team Emirates         | + 51m42s                  |                           |
| 5.                        | Lotto NL-Jumbo            | + 1h16m36s                |                           |